# Гронець Максим Прокопович
Максим Прокопович Гро́нець (нар. 20 лютого 1884, Кропивне — пом. 28 квітня 1963, Москва) — український живописець і педагог.

## Біографія
Народився 8 [20] лютого 1884 року в селі Кропивному (нині Ніжинський район Чернігівської області, Україна). З 1906 року навчався у Петербурзькій академії мистецтв у Дмитра Кардовського. 1914 року отримав звання художника за картину «В майстерні художника».
З 1918 року жив у Києві. Упродовж 1920—1924 років викладав у Київській художньо-промисловій школі; у 1925—1931 роках — в Одеському художньому інституті (серед учнів: Ольга Гузун, Микола Зайцев, Петро Пархет). 
З 1931 по 1956 рік викладав у Московському архітектурному інституті. Помер в Москві 28 квітня 1963 року.

## Творчість
Серед робіт:
- «Тяжке минуле башкирського народу» (1939);
- «Бесіда Володимира Леніна з Хрістіансеном 21 листопада 1921 року» (1962, Центральний музей Володимира Леніна у Москві);
- портрети Павла Тичини (1920), Максима Рильського (1922), Амвросія Бучми (1923), Климента Ворошилова (1938), Героя Радянського Союзу Дмитра Лелюшенка (1943), академіка Костянтина Островитянова (1957).

Брав участь у мистецьких виставках з 1914 року.